# Чероки (порноактриса)
Чероки (англ. Cherokee, настоящее имя Тиффани Пейдж Адамс, англ. Tiffany Paige Adams, род. 12 января 1982, Эрлангер, Кентукки) — американская порноактриса и порнорежиссёр, член зала славы Urban X Award.

## Биография

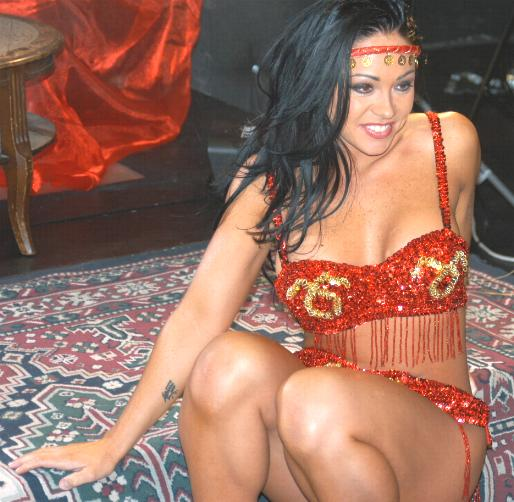
Чероки на съёмочной площадке фильма I Dream Of Chasey, 23 ноября 2004 г.

Родилась 12 января 1982 года в маленьком городке Эрлангер, штат Кентукки, выросла там же. Дебютировала в порноиндустрии в 2002 году, в возрасте 20 лет. Снималась для таких студий, как Vivid, Metro, Mile High, Evil Angel, Wicked Pictures, Jill Kelly Productions и других.
Выступила в качестве режиссёра для двух порнофильмов 2006 года: Dominators 2 (Mercenary Pictures) и Syrens Of Sex 2 (Sinteractive Entertainment).
В 2004 году победила на Exotic Dancer Awards в номинации «лучшее исполнение».
В 2011 году ушла из индустрии, снявшись в 338 фильмах.
В 2017 году включена в Зал славы Urban X.

## Награды
- 2004 Exotic Dancer Awards — лучшее исполнение
- 2017 — включена в Зал славы Urban X Award[9]